# Clase Admiral
Los Clase Admiral, fue una serie de seis acorazados pre-dreadnought de la Marina Real Británica, botados entre 1882 y 1886. Siguieron el patrón de la clase Devastation en el sentido tener el armamento principal en los montantes de la línea de crujía. Este patrón fue seguido por la mayoría de los diseños británicos hasta el HMS Dreadnought en 1906.
Eran conocidos como la clase Admiral, porque todos fueron nombrados con el nombre de almirantes británicos a excepción del HMS Camperdown.

## Unidades
- HMS Collingwood: entró en servicio en 1887. Desguazado en 1909.
- HMS Rodney: entró en servicio en 1889. Desguazado en 1909.
- HMS Howe: entró en servicio en 1889. Desguazado en 1911.
- HMS Camperdown: entró en servicio en 1889. Desguazado en 1912.
- HMS Anson: entró en servicio en 1888. Desguazado en 1909.
- HMS Benbow: entró en servicio en 1888. Desguazado en 1909.